# Rhinolophus guineensis
Rhinolophus guineensis är en fladdermusart som beskrevs av Martin Eisentraut 1960. Rhinolophus guineensis ingår i släktet Rhinolophus och familjen hästskonäsor. Inga underarter finns listade i Catalogue of Life. Populationen infogades en längre tid som underart i Rhinolophus landeri.

## Utseende
Med en kroppslängd (huvud och bål) av 49 till 57 mm, en svanslängd av 23 till 30 mm och en vikt av 8 till 11 g är arten lite större än Rhinolophus landeri. Den har 44 till 50 mm långa underarmar, bakfötter med en längd av 8 till 10 mm och 17 till 22 mm stora öron. Pälsfärgen på ovansidan kan vara brun, gråbrun, orangebrun eller rödbrun. Undersidan har en ljusare färg och på hannarnas axlar finns vita tofsar. Ibland är tofsarna röda. Hudflikarna på näsan (bladet) har en hästskoformig grundform som är 8 till 9 mm bred. Den centrala delen har parallella kanter och uppsatsen liknar ett litet spjut. Typisk är en ränna i nedre läppen och gråbrun flyghud. Den andra premolaren per sida i överkäken är ungefär lika stor som den första.

## Utbredning och ekologi
Denna fladdermus förekommer i västra Afrika från södra Senegal över Guinea till västra Elfenbenskusten. Arten lever i regioner från 1400 meter över havet uppåt. Habitatet utgörs av fuktiga bergsskogar och av mer eller mindre fuktiga savanner. Rhinolophus guineensis vilar i grottor eller sällan i trädens håligheter.
Individerna är nattaktiva och under ogynnsamma förhållanden intar de ett stelt tillstånd (torpor). Lätet som används vid ekolokaliseringen består av flera melodier och en melodi har en frekvens omkring 85 kHz. Gömstället kan delas med andra hästskonäsor, samt arter av släktena Lissonycteris, hålnäsor och Hipposideros. Honor som var dräktiga med en unge hittades i december och mars.

## Hot
Flera exemplar fångas och dödas för köttets skull. Beståndet hotas även av landskapsförändringar och störningar vid viloplatsen. IUCN kategoriserar arten globalt som starkt hotad.